# پچلارووو (استان کرجالی)
پچلارووو (به بلغاری: Pchelarovo) یک منطقهٔ مسکونی در بلغارستان است که در استان کرجالی واقع شده‌است.
 پچلارووو ۲۵٫۶۴۵ کیلومتر مربع مساحت و ۱۷۵ نفر جمعیت دارد.